# 薬師峠
薬師峠（やくしとうげ）は、富山県富山市にある峠。標高は2,294 m。薬師岳に程近い位置にあり、キャンプ場がある。

## 特徴
峠の西側には太郎兵衛平、東側には薬師平と両側を高原に挟まれており、この峠自体も平坦な地形をしている。
薬師岳に程近い位置にあるため薬師岳登山の拠点の一つとなっており、薬師峠キャンプ場所在する。

## 薬師峠キャンプ場
薬師岳登山の拠点となるキャンプ場であり、シーズンには350張り以上のテントが張られるなど賑わいを見せる。キャンプ施設の管理小屋、給水施設、トイレが設置されている。周辺の南側の太郎兵衛平には、山小屋の太郎平小屋がある。